# Rabobank (wielerploeg)/2005

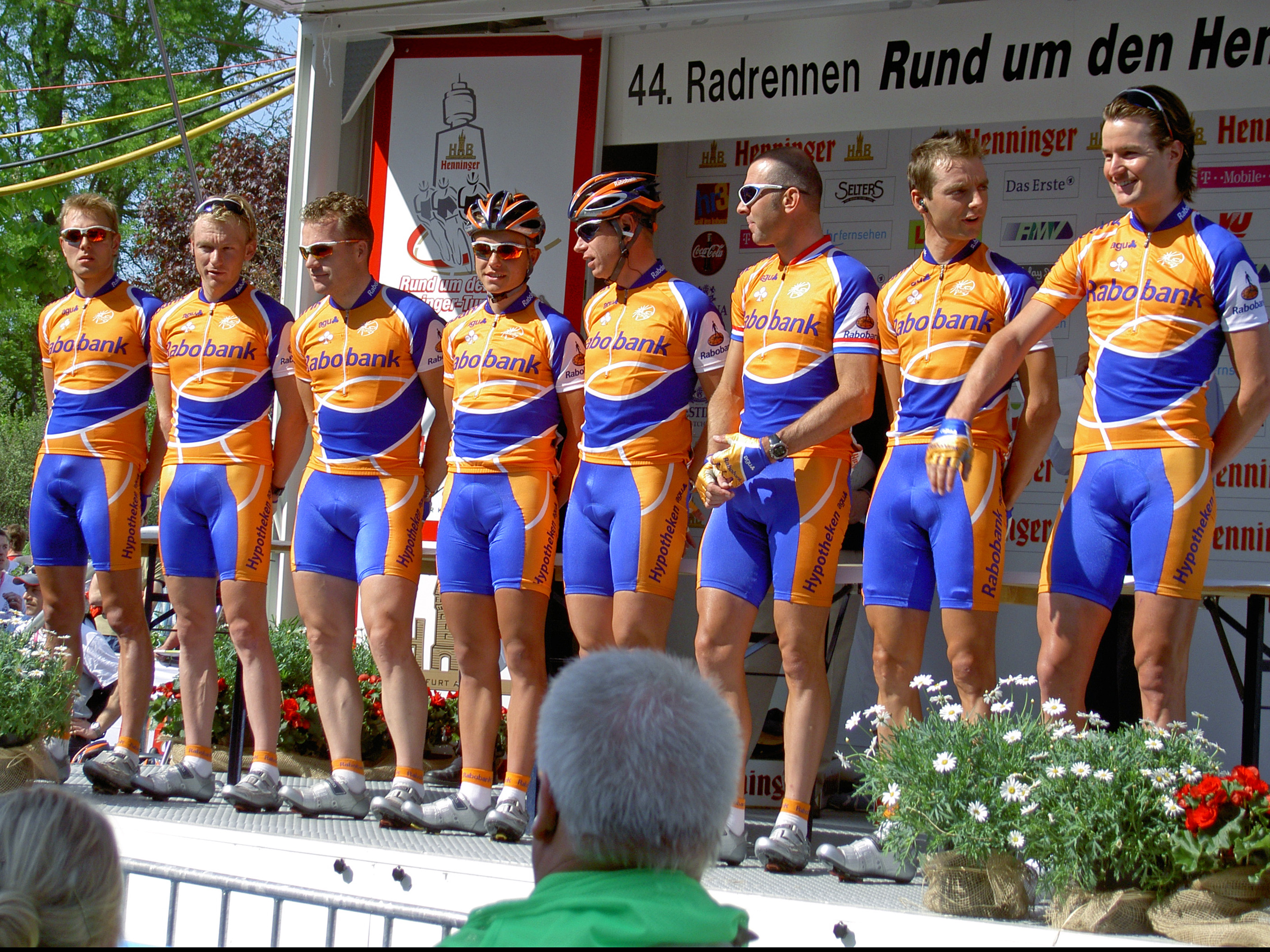
Rabobank ploeg tijdens de Henninger Turm in 2005.

Deze pagina geeft een overzicht van de wielerploeg Rabobank in 2005.
- Ploegleiders: Erik Breukink, Frans Maassen, Adri van Houwelingen, Joop Zoetemelk
- Fietsenmerk: Colnago (Shimano)

## Wielrenners
| Naam               | Geboortedatum | Nationaliteit | Ploeg 2004        |
| ------------------ | ------------- | ------------- | ----------------- |
| Michael Boogerd    | 28-05-1972    | Nederland     |                   |
| Jan Boven          | 28-02-1972    | Nederland     |                   |
| Bram de Groot      | 18-12-1974    | Nederland     |                   |
| Steven de Jongh    | 25-11-1973    | Nederland     |                   |
| Erik Dekker        | 21-08-1970    | Nederland     |                   |
| Thomas Dekker      | 06-09-1984    | Nederland     | espoirs           |
| Maarten den Bakker | 26-01-1969    | Nederland     |                   |
| Theo Eltink        | 27-11-1981    | Nederland     | espoirs           |
| Óscar Freire       | 15-02-1976    | Spanje        |                   |
| Mathew Hayman      | 20-04-1978    | Australië     |                   |
| Pedro Horrillo     | 27-09-1974    | Spanje        | Quick·Step        |
| Aleksandr Kolobnev | 04-05-1981    | Rusland       | Domina Vacanze    |
| Karsten Kroon      | 29-01-1976    | Nederland     |                   |
| Gerben Löwik       | 29-06-1977    | Nederland     | Chocolade Jacques |
| Denis Mensjov      | 25-01-1978    | Rusland       | Illes Balears     |
| Ronald Mutsaars    | 19-04-1979    | Nederland     |                   |
| Grischa Niermann   | 03-11-1975    | Duitsland     |                   |
| Joost Posthuma     | 08-03-1981    | Nederland     |                   |
| Michael Rasmussen  | 01-06-1974    | Denemarken    |                   |
| Niels Scheuneman   | 21-12-1983    | Nederland     | Relax - Bodysol   |
| Roy Sentjens       | 15-12-1980    | België        |                   |
| Rory Sutherland    | 08-02-1982    | Australië     | espoirs           |
| Jukka Vastaranta   | 29-03-1984    | Finland       | espoirs           |
| Thorwald Veneberg  | 16-10-1977    | Nederland     |                   |
| Marc Wauters       | 23-02-1969    | België        |                   |
| Pieter Weening     | 05-04-1981    | Nederland     |                   |
| Remmert Wielinga   | 27-04-1978    | Nederland     |                   |

## Vertrokken met ingang van seizoen 2005
| - Robert Bartko (legt zich volledig op baanwielrennen toe) - Hans Dekkers (naar Rabobank-espoirsteam) - Robert Hunter (naar Phonak Hearing Systems) - Levi Leipheimer (naar Team Gerolsteiner) | - Marc Lotz (naar Quick·Step-Innergetic) - Bobbie Traksel (naar MrBookmaker.com - SportsTech) - Kevin De Weert (naar Quick·Step-Innergetic) |

## Teams

### 09.02.2005–13.02.2005:Ronde van de Middellandse Zee
61. Erik Dekker
62. Thomas Dekker
63. Bram de Groot
64. Jan Boven
65. Pedro Horrillo
66. Joost Posthuma
67. Niels Scheuneman
68. Roy Sentjens
den Bakker ·
Boogerd ·
Boven ·
E. Dekker ·
T. Dekker ·
Eltink ·
Freire  · 
de Groot ·
Hayman · 
Horrillo ·
de Jongh ·
Kolobnev ·
Kroon ·
Löwik ·
Mensjov ·
Mutsaars ·
Niermann ·
Posthuma ·
Rasmussen ·
Scheuneman ·
Sentjens ·
Sutherland (tot 30/09) ·
Vastaranta ·
Veneberg ·
Wauters ·
Weening ·
Wielinga
Mannen: 1984 · 1985 · 1986 · 1987 · 1988 · 1989 · 1990 · 1991 · 1992 · 1993 · 1994 · 1995 · 1996 · 1997 · 1998 · 1999 · 2000 · 2001 · 2002 · 2003 · 2004 · 2005 · 2006 · 2007 · 2008 · 2009 · 2010 · 2011 · 2012 · 2013 · 2014 · 2015 · 2016 · 2017 · 2018 · 2019 · 2020 · 2021 · 2022 · 2023 · 2024 · 2025
Lijst van alle renners
Vrouwen: 2021 · 2022 · 2023 · 2024 · 2025
Bouygues Télécom · Cofidis, Le Crédit par Téléphone · Crédit Agricole · Team CSC · Davitamon - Lotto · Discovery Channel Pro Cycling Team · Domina Vacanze · Euskaltel - Euskadi · Fassa Bortolo · La Française des Jeux · Team Gerolsteiner · Illes Balears - Caisse D'Espargne · Lampre - Caffita · Liberty Seguros - Würth Team · Liquigas - Bianchi · Phonak Hearing Systems · Quick Step - Innergetic · Rabobank · Saunier Duval - Prodir · T-Mobile Team